# Plaza de toros de El Puerto
Plaza de toros de El Puerto är en amfiteater i Spanien.   Den ligger i provinsen Provincia de Cádiz och regionen Andalusien, i den sydvästra delen av landet, 500 km sydväst om huvudstaden Madrid. Plaza de toros de El Puerto ligger 13 meter över havet.
Terrängen runt Plaza de toros de El Puerto är platt. Havet är nära Plaza de toros de El Puerto åt sydväst. Runt Plaza de toros de El Puerto är det ganska tätbefolkat, med 192 invånare per kvadratkilometer. Närmaste större samhälle är El Puerto de Santa María, 0,33 km söder om Plaza de toros de El Puerto. Trakten runt Plaza de toros de El Puerto består i huvudsak av gräsmarker.